# نهائي الدرع الخيرية 1933
نهائي الدرع الخيرية 1933 هي النسخة العشرين من مسابقة الدرع الخيرية. لُعبت المباراة بتاريخ 18 أكتوبر 1933 على غوديسون بارك، بين أرسنال بطل دوري كرة القدم الإنجليزي 1932–33، وإيفرتون بطل كأس الاتحاد الإنجليزي 1932–33. فاز نادي أرسنال بعدما انتهت المباراة بنتيجة 3–0 لصالح أرسنال.